# Fayette, Alabama
Fayette är administrativ huvudort i Fayette County i Alabama. Orten fick sitt namn efter Gilbert du Motier, markis av Lafayette. Enligt 2020 års folkräkning hade Fayette 4 285 invånare.